# (32586) 2001 QQ116
2001 QQ116 (asteroide 32586) é um asteroide da cintura principal. Possui uma excentricidade de 0.10244890 e uma inclinação de 9.20703º.
Este asteroide foi descoberto no dia 17 de agosto de 2001 por LINEAR em Socorro.